# Conjetura de Agoh-Giuga
En teoría de números, la conjetura de Agoh-Giuga postula que un entero positivo p es un número primo si y solo si
{\displaystyle pB_{p-1}\equiv -1{\pmod {p}}.}
donde {\displaystyle B_{p-1}} es el (p-1)-ésimo número de Bernoulli.
Fue nombrada en honor a Takashi Agoh y Giuseppe Giuga.

## Formulación equivalente
La formulación indicada anteriormente de la conjetura se debe a Takashi Agoh (1990); una formulación equivalente se debe a Giuseppe Giuga, que en 1950 conjeturó que p es primo si
{\displaystyle 1^{p-1}+2^{p-1}+\cdots +(p-1)^{p-1}\equiv -1{\pmod {p}}}
o de forma similar,
{\displaystyle \sum _{i=1}^{p-1}i^{p-1}\equiv -1{\pmod {p}}.}
Es fácil demostrar que suponer p es un número primo es suficiente para aseverar la relación de congruencia, ya que si p es primo, el Pequeño Teorema de Fermat afirma que
{\displaystyle a^{p-1}\equiv 1{\pmod {p}}}
donde {\displaystyle a=1,2,\dots ,p-1}, y el resultado sigue del hecho que {\displaystyle p-1\equiv -1{\pmod {p}}.}

## Estado
El enunciado sigue siendo una conjetura, ya que aun no ha sido probado el hecho que si un número n no es primo (es decir, n es compuesto), entonces la fórmula no se cumple. No obstante, sí se ha demostrado que un número compuesto n satisface la fórmula si y solo si es a la vez un número de Carmichael y un número de Giuga, y que si tal número existe, debe tener al menos 13800 dígitos (Borwein, Borwein, Borwein, Girgensohn, 1996).

## Relación con el teorema de Wilson
La conjetura de Agoh–Giuga presenta cierta similitud al teorema de Wilson, el cual ya ha sido demostrado. El teorema de Wilson establece que un número p es primo si y solo si
{\displaystyle (p-1)!\equiv -1{\pmod {p}},}
o de forma similar,
{\displaystyle \prod _{i=1}^{p-1}i\equiv -1{\pmod {p}}.}
Para un primo impar p se tiene que
{\displaystyle \prod _{i=1}^{p-1}i^{p-1}\equiv (-1)^{p-1}\equiv 1{\pmod {p}},}
Y para p=2 se tiene que
{\displaystyle \prod _{i=1}^{p-1}i^{p-1}\equiv (-1)^{p-1}\equiv 1{\pmod {p}}.}
De esta forma, si la conjetura de Agoh-Giuga resultase ser cierta, el combinar este resultado con el teorema de Wilson indicaría que un número p es primo si y solo si
{\displaystyle \sum _{i=1}^{p-1}i^{p-1}\equiv -1{\pmod {p}}}
y
{\displaystyle \prod _{i=1}^{p-1}i^{p-1}\equiv 1{\pmod {p}}.}